# Whymperia rufata
Whymperia rufata là một loài tò vò trong họ Ichneumonidae.